# Olinto Rubini
Olinto Sampaio Rubini (* 5. März 1934 in São Paulo; † 18. September 2012) war ein brasilianischer Fußballspieler  auf der Position eines Stürmers.

## Laufbahn
Rubini begann seine Profikarriere beim EC São Bento. 1961 wechselte er in die Canadian National Soccer League, wo er für Toronto Roma spielte und 20 Treffer zum einzigen Meistertitel in dessen Vereinsgeschichte beisteuerte.
Anschließend ging Rubini nach Mexiko, wo er bis zum Ende seiner aktiven Laufbahn 1969 blieb. Zunächst spielte er 2 Jahre für den gerade erst in die höchste mexikanische Spielklasse aufgestiegenen Club Nacional und anschließend eine Spielzeit für dessen Stadtrivalen Club Deportivo Oro. Danach wechselte Rubini zum  CF Monterrey, für den er 4 Jahre lang spielte, ehe er 1968 zum CF Laguna wechselte, bei dem er seine aktive Laufbahn in der Saison 1968/69 ausklingen ließ.

## Erfolge
- Kanadischer Meister: 1961